# Condor, Brazilia
Condor este un oraș în Rio Grande do Sul (RS), Brazilia.